# Lushoto
Lushoto (un tempo indicata dai tedeschi Wilhelmstal, "valle di Guglielmo", in onore di Guglielmo II) è un piccolo centro della Tanzania settentrionale, capoluogo del distretto di Lushoto, uno degli otto distretti della regione di Tanga.
Si trova fra i monti Usambara occidentali, abitate dalla popolazione wasambaa (o washambala), che significa "sparpagliati".
Nella regione, oltre allo swahili, si parla anche il kisambaa.

## Storia
Lushoto fu scelta dai tedeschi come luogo di villeggiatura e divenne un importante centro amministrativo e missionario.
Fu candidata a capitale dell'Africa Orientale Tedesca.
Dell'epoca coloniale tedesca sono rimasti diversi edifici e una strada asfaltata che collega Lushoto a Mombo. Inoltre, sono ancora vive le tradizioni del pane a cassetta e dei formaggi.